# إيان هيوم (لاعب كرة قدم)
إيان هيوم (بالإنجليزية: Ian Hume)‏ هو لاعب كرة قدم بريطاني في مركز الهجوم، ولد في 9 أكتوبر 1948 في اسكتلندا في المملكة المتحدة. لعب مع نادي آير يونايتد.